# زن به زن (فیلم ۱۹۲۳)
زن به زن (انگلیسی: Woman to Woman) یک فیلم به کارگردانی گراهام کاتز محصول سال ۱۹۲۳ بوده است. بتی کامپسن از بازیگران این فیلم بوده است.
این فیلم هم‌اکنون یک فیلم گمشده است.